# يغيغنوت
يغيغنوت (الأرمنية: Եղեգնուտ، حتى عام 1947 غاميشلو؛ قبل عام 1947 سيفي آباد، مولا بادال، وبادال)، هي قرية في مقاطعة أرمافير في أرمينيا. أغلبية سكان القرية هم من الأرمن (70%) و663 (حوالي 30%) من الأقلية الإيزيدية.